# 柯尼格斯函数
在数学中， 柯尼格斯函数是用于复分析和动力系统中的一种函数。法国数学家加布里埃尔·泽维尔·保罗·科尼格斯于1884年引入了此函数，该函数作为复数中单位圆盘内的单叶函数的扩张，或单位圆盘内的映射组成的半群的扩张，给出一个规范表示。

## 柯尼希斯函数的存在性与唯一性
令D为复数中的单位圆盘，设D上有全纯函数{\displaystyle f:D\to D}，f固定点0，其中f不等于0且f不是D的自同构（即由SU(1,1)中矩阵定义的莫比乌斯变换）。
由丹乔-沃尔夫定理可知，f  使得每个由|z|<r表记的圆盘保持不变，且f的迭代一致紧密收敛到0：事实上，在0 < r  < 1范围内，对于|z | ≤ r且M(r ) < 1，有：
{\displaystyle |f(z)|\leq M(r)|z|}。
此外，f '(0) = λ，其中0 < |λ| < 1.
Koenigs (1884)证明了，在D上可以定义证明唯一的全纯函数h，称为柯尼希斯函数，使得h(0) = 0, h '(0)=1，同时满足施罗德方程：
{\displaystyle h(f(z))=f^{\prime }(0)h(z)~.}
函数h 是一系列归一化迭代 {\displaystyle g_{n}(z)=\lambda ^{-n}f^{n}(z)} 的紧空间上的一致收敛极限，.
此外，如f为单价，则h同理。
因此，若f（因此 h）为单价，D则可用开放领域U = h(D)识别。 受此共形识别影响，映射f转换为乘以λ（即U上的膨胀）。

### 证明
- 独特性——若k是另一个解，一经分析，则足以证明k = h接近于0。令

{\displaystyle H=k\circ h^{-1}(z)}
接近0。遂H(0) =0，H'(0)=1 并且对于小|z |，
{\displaystyle \lambda H(z)=\lambda h(k^{-1}(z))=h(f(k^{-1}(z))=h(k^{-1}(\lambda z)=H(\lambda z)~.}
将H代入幂级数，得出H(z) = z 接近0。故h = k接近0。
- 存在——若{\displaystyle F(z)=f(z)/\lambda z,}，则依据施瓦茨引理：

{\displaystyle |F(z)-1|\leq (1+|\lambda |^{-1})|z|~.}
另一方面，
{\displaystyle g_{n}(z)=z\prod _{j=0}^{n-1}F(f^{j}(z))~.}
故依据魏爾施特拉斯判別法检验结果得出gn一致收敛于|z| ≤ r，因为
{\displaystyle \sum \sup _{|z|\leq r}|1-F\circ f^{j}(z)|\leq (1+|\lambda |^{-1})\sum M(r)^{j}<\infty .}
- 单价——依据赫维茨定理，由于每个gn具有单价性和正规化两项属性（即固定0并在此有导数1），其极限h亦具有单价性。

## 引用
1. ↑  Carleson & Gamelin 1993，第28–32頁
2. ↑  Shapiro 1993，第90–93頁